# فندق داريوش جراند
فندق داريوش جراند (باللغة الفارسية: هتل بزرگ داریوش) هو فندق مكون من 168 غرفة، بتكلفة 200 مليون دولار، وتصنيف خمس نجوم ويقع على الجزء الشرقي من جزيرة كيش في الخليج الفارسي.

## التأسيس
بَني فندق داريوش جراند ليبدو كبرسيبوليس، رمز للحضارة القديمة الفارسية (الإيرانية) والإمبراطورية الفارسية.وقد تم تصميم الفندق وتطويره من قبل رجل الأعمال الإيراني حسين ثابت، الذي يملك ويدير أيضاً العديد من المعالم السياحية والفنادق في جزر الكناري. تم الانتهاء من بناء الفندق في عام 2003 وهو مملوك من قبل عدد من الشركات.

## الإدارة
في 7 مايو 2004، تم الإعلان عن أن مجموعة فنادق ريزيدور ستقوم بإدارة فندق داريوش جراند لمدة عشر سنوات، مع نية إعادة تسمية الفندق كملكية لراديسون ساس في المستقبل.في عام 2006، اتفق كل من ريزيدور وصاحب الفندق على إلغاء العقد. وكان المدير العام في ذلك الوقت ساشا كايزر، وهو مواطن ألماني. ومن غير المعروف من هي الشركة التي تدير الفندق.